# Premija
Premija (russisk: Премия, da.: Prisen) er en sovjetisk spillefilm fra 1975 instrueret af Sergej Mikaeljan.

## Medvirkende
- Jevgenij Leonov som Vasilij Potapov
- Vladimir Samojlov som Pavel Batartsev
- Oleg Jankovskij som Solomakhin
- Mikhail Gluzskij som Boris Sjatunov
- Armen Dzhigarkhanyan som Grigorij Frolovskij